# Krimulda kommun
Krimulda kommun (lettiska: Krimuldas Novads) var en kommun i Lettland. Den låg i den centrala delen av landet, 50 km nordost om huvudstaden Riga. Antalet invånare var 5 803. Arean var 339 kvadratkilometer. Krimuldas novads gränsade till Limbažu Rajons, Pārgaujas novads, Līgatne, Siguldas novads, Inčukalna novads och Sējas novads.
2021 slogs kommunen samman med Sigulda kommun.
Krimuldas novads delas in i:
- Krimuldas pagasts
- Lēdurgas pagasts